# Кім Йон Сам
Кім Йон Сам (кор. 김영삼, 金泳三, Gim Yeongsam, Kim Yŏngsam; 20 грудня 1927 — 22 листопада 2015) — корейський політик, сьомий президент Республіки Корея.

## Біографія
Народився 20 грудня 1927 року в Кодже, Південний Кьонсан, в окупованій Японією Кореї (нині Республіка Корея).
Навчався в Сеульському Національному університеті. В 1952 отримав ступень бакалавра з філософії. Під час Корейської війни служив в армії Південної Кореї. У 1954 році був обраний до Національної Асамблеї країни; працював там протягом дев'яти термінів представником від міст Кодже і Пусан.
Був в опозиції авторитарного уряду, відмовився від крісла в парламенті (хоча пізніше повернувся), коли Лі Синман намагався внести поправки до конституції. Пізніше, поряд з Кім Де Чжуном, став одним з головних критиків військових урядів Пак Чон Хі і Чон Ду Хвана. Був виключений з Національної Асамблеї і відлучений від політики в період з 1980 по 1985 рік.
Під час перших демократичних виборів у країні в 1987 році Кім Йон Сам і Кім Де Чжун були суперниками, хоча обидва представляли опозицію. Розкол в лавах опозиції дозволив виграти вибори Ро Де У соратнику колишнього президента. У 1990 році Кім Йон Сам несподівано об'єднав свою Мирну Демократичну Партію з правлячою Партією Демократичної Справедливості. Заручившись нової підтримкою, він зумів обійти Кім Де Чжуна на президентських виборах 1992 року.
Намагався реформувати адміністративну систему і економіку. Одним з перших кроків на посаді президента була антикорупційна кампанія, в рамках якої військові та урядові офіційні особи повинні були публікувати свої фінансові звіти. Заарештував колишніх президентів Чон Ду Хвана і Ро Де У за звинуваченнями в корупції. Амністував тисячі політв'язнів і зняв всі звинувачення з учасників подій у Кванджу на початку 1980-их років.
Головні дії в економіці — спроби реформувати чеболі, найбільші південнокорейські корпорації.